# Cirrochroa semiramis
Cirrochroa semiramis is een vlinder uit de familie van de Nymphalidae. De wetenschappelijke naam van de soort is voor het eerst geldig gepubliceerd in 1867 door Felder.